# Stefan Pfeiffer
Stefan Pfeiffer (* 15. November 1965 in Hamburg) ist ein ehemaliger deutscher Schwimmer und mehrfacher Olympiateilnehmer.

## Sportliche Erfolge
Pfeiffer bestritt im September 1971 seinen ersten Schwimmwettkampf. Gefördert wurde er von seinem Vater Gerhard, einem Polizisten und Schwimmtrainer, der unter anderem beim Hamburger Schwimmverband Nachwuchstrainer war.
Bei den Europameisterschaften 1983 in Rom gewann Pfeiffer die Bronzemedaille über 1500 m Freistil. Nachdem Pfeiffer ein Jahr später bei den Deutschen Schwimmmeisterschaften 1984 in München die Goldmedaille über 1500 m Freistil gewonnen hatte, gehörte er zum Aufgebot für die Olympischen Sommerspiele 1984 in Los Angeles. Dort gewann er über 1500 m Freistil die Bronzemedaille. Über 400 m Freistil verpasste der von Trainer Jürgen Greve betreute Pfeiffer die Medaillenränge nur knapp und wurde am Ende Vierter.
1985 gewann Pfeiffer erneut Bronze über 1500 m Freistil bei den Europameisterschaften in Sofia. Bei den Deutschen Meisterschaften 1986 und auch 1987 gewann Pfeiffer über 400 m Freistil die Bronzemedaille. Bei der Europameisterschaft 1987 in Straßburg konnte er seinen Erfolg über 1500 m Freistil von Sofia wiederholen. Daher wurde er erneut für die Olympischen Sommerspiele nominiert.
Bei den Olympischen Sommerspielen 1988 in Seoul wurde er über 400 m Freistil nur Sechster, gewann jedoch in seiner Paradedisziplin über 1500 m Freistil die Silbermedaille. 1989 wurde ein weiteres erfolgreiches Jahr für Pfeiffer. Nachdem er bei den Deutschen Meisterschaften über 400 m Freistil und 1500 m Freistil die Goldmedaille und über 200 m Freistil die Bronzemedaille gewonnen hatte, konnte er auch bei den Europameisterschaften 1989 in Bonn in den Disziplinen 1500 m Freistil, 400 m Freistil und 4 × 200 m Freistil jeweils die Silbermedaille gewinnen. Auch bei den Deutschen Schwimmmeisterschaften 1990 in München startete Pfeiffer erfolgreich und gewann über 1500 m Freistil und über 400 m Freistil die Goldmedaille. Daraufhin gehörte Pfeiffer zum Team für die Schwimmweltmeisterschaften 1991 im australischen Perth. Dort gewann er über 1500 m Freistil die Bronze- und über 400 m Freistil die Silbermedaille sowie mit der 4 × 200-m-Freistilstaffel die Goldmedaille. Bei den Deutschen Meisterschaften 1991 gewann er über 200 m Freistil die Silbermedaille.
Ein Jahr später startete Pfeiffer erneut bei den Olympischen Sommerspielen 1992 in Barcelona. Dabei verpasste er jedoch über 1500 m Freistil und mit der 4 × 200-m-Staffel jeweils mit Platz vier die Medaillenränge knapp. Über 400 m Freistil wurde er gar nur Siebenter.
Nach dreijähriger Wettkampfpause widmete sich Pfeiffer 1995 wieder dem leistungsbezogenen Schwimmsport. Bei den Deutschen Meisterschaften 1995 versuchte Pfeiffer, noch einmal die Qualifikation für die Olympischen Sommerspiele 1996 in Atlanta zu erreichen, um damit als erster deutscher Schwimmer an vier Olympischen Spielen teilzunehmen. Er verpasste die Qualifikation jedoch und beendete daraufhin im Alter von 29 Jahren seine aktive Schwimmerlaufbahn.
Nach seiner aktiven Laufbahn war er unter anderem als Co-Kommentator bei dem TV-Sender Eurosport tätig. Er ist beruflich als Verkehrspilot tätig.